# Barnabas Imenger
Barnabas Imenger Shikaan (15 de maio de 1971 – Abuja, 22 de março de 2021) foi um futebolista e treinador de futebol nigeriano, que atuava como meia.

## Carreira
Barnabas Imenger jogou toda sua carreira no Lobi Stars, entre 1994 e 2001. Pela equipe auriazul, foi campeão nigeriano e da Supercopa em 1999. Em 2013 foi anunciado como técnico do Lobi Stars, onde permaneceria até se afastar por problemas de saúde.

## Seleção
Participou da Copa Rei Fahd de 1995, único torneio que disputou pela Seleção Nigeriana. Atuou em apenas um jogo, na decisão do terceiro lugar contra o México, não sendo convocado para a Copa das Nações Africanas de 1994 nem para a Copa do Mundo realizada nos Estados Unidos.
Pelas Super Águias, Imenger disputou 9 partidas entre 1993 e 1995, com um gol marcado

## Morte
Imenger faleceu em 22 de março de 2021, aos 49 anos, após uma doença não revelada A notícia da morte do ex-meia foi confirmada pelo assessor de imprensa do Lobi Stars, Austin Tyowua.

## Títulos
Lobi Stars
- Campeonato Nigeriano: 1999 (como jogador), 2018 (como treinador)
- Supercopa da Nigéria: 1999 (como jogador), 2018 (como treinador)